# Буря и натиск
«Бу́ря и на́тиск» (нем. Sturm und Drang, также нем. Geniezeit, нем. Genieperiode — «Эпоха гениев») — литературное движение в истории немецкой литературы 1767—1785 годов, связанное с отказом от культа разума, свойственного классицизму эпохи Просвещения, в пользу не стеснённого правилами творчества, предельной эмоциональности и описания крайних проявлений индивидуализма, интерес к которым характерен для предромантизма. Название литературного движения восходит к одноимённой драме немецкого писателя Фридриха Максимилиана фон Клингера. Писателей, относивших себя к движению «Бури и натиска», называют «штюрмерами» (нем. Stürmer — «бунтарь, буян»). Большинство участников «Бури и натиска» к началу 1770-х годов не достигли 30-летнего возраста, что обусловило юношеский характер движения.

## История
Начало «Буре и натиску» положила встреча в Страсбурге в 1770 году И. В. Гёте и И. Г. Гердера, издавших позднее свой манифест — сборник «О немецком характере и искусстве» (1773). К движению «Бури и натиска» были близки Ф. Шиллер, Г. А. Бюргер, В. Гейнзе, Г. В. фон Герстенберг, М. Клингер, И. А. Лейзевиц, Я. М. Р. Ленц, К. Ф. Мориц, а также поэты «Союза рощи».
Идеологом этого бунта против рационализма выступил немецкий философ Иоганн Георг Гаман, разделявший взгляды французского писателя и мыслителя Жан-Жака Руссо. Деятели «Бури и натиска» высоко ценили переводные пьесы Шекспира, «Оссиановы поэмы», а также «природную» поэзию англичанина Юнга. В это же время в Европе зародилось новое литературное движение, именуемое сентиментализмом. Его сторонники, как и штюрмеры, выступали против рационалистических постулатов классицизма.

## Ключевые представители
- Гаман, Иоганн Георг (1730—1788)
- Герстенберг, Генрих Вильгельм фон (1737—1823)
- Гёльти, Людвиг Кристоф Генрих (1748—1776)
- Вагнер, Генрих Леопольд (1747—1779)
- Гердер, Иоганн Готфрид (1744—1803)
- Гёте, Иоганн Вольфганг (1749—1832)
- Ленц, Якоб Михаэль Рейнхольд (1751—1792)
- Клингер, Фридрих Максимилиан (1752—1831)
- Бюргер, Готфрид Август (1747—1794)
- Шубарт, Кристиан Фридрих Даниель (1739—1791)
- Шиллер, Фридрих (1759—1805)